# سامارنیتسا
سامارنیتسا (به صربی: Samarnica) یک منطقهٔ مسکونی در صربستان است که در ولاسوتینتسه واقع شده‌است. سامارنیتسا ۱۳۲ نفر جمعیت دارد.